# Halbsäule
Als Halbsäule wird eine Säule bezeichnet, deren Schaft nur zur Hälfte aus einer Wand oder dem Kern eines Pfeilers hervortritt. Innerhalb der der Architekturgeschichte wurden Halbsäulen sowohl zur Gliederung von Fassaden sowie als Vorlage von tragenden Pfeilern benutzt. In diesen Zusammenhängen existieren auch die Begriffe Viertel- und Dreiviertelsäule.

## Wand- und Fassadengliederung

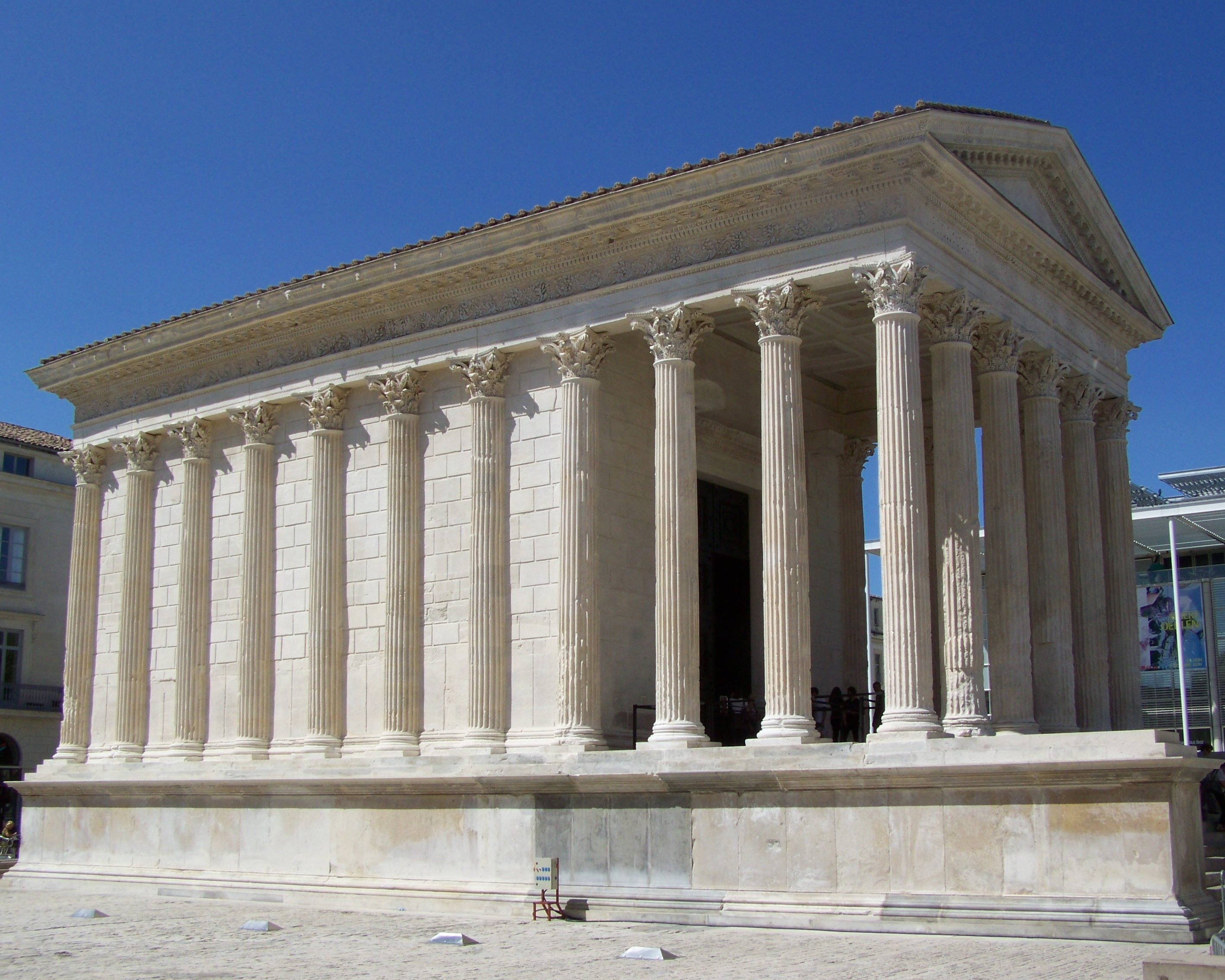
Halbsäulen vor der geschlossenen Cella-Wand (Maison Carrée, Nîmes, römischer Tempel um 19 v. Chr.)

In der antiken Architektur treten seit dem späten 5. Jahrhundert v. Chr. Halbsäulen zur Fassadengliederung auf. Sie finden sich sowohl im Zusammenhang mit durchfensterten Außenfassaden, wie beim Erechtheion auf der Akropolis in Athen, als auch bei Innenraumgestaltungen. Eine frühe Form, bei der die Innensäulen mit Wandzungen mit der Wand verbunden wurden, ist um 420 v. Chr. am Apollontempel bei Bassae zu finden. Am Tempel der Athena Alea um 340 v. Chr. sind vollausgebildete Halbsäulen in der monumentalen Innenarchitektur nachweisbar. In die Außenarchitektur griechischer Tempel werden Halbsäulen dann um 300 v. Chr. übertragen, wo sie konstituierend für den Bautypus des Pseudoperipteros werden. Als nur mehr gliederndes, dekoratives Element hatten sie keine tragende Funktion, waren statisch irrelevant und in der Folge sowohl in der griechischen Architektur als auch in der römischen Architektur weit verbreitet.
In der nachantiken Zeit wurde das Motiv der Halbsäule immer wieder aufgegriffen und spielte insbesondere in der Fassadengestaltung der Renaissance eine große Rolle. Im 18. und 19. Jahrhundert wurde vermehrt die Dreiviertelsäule oder aber die Vollsäule verwendet.

## Pfeiler und Dienste

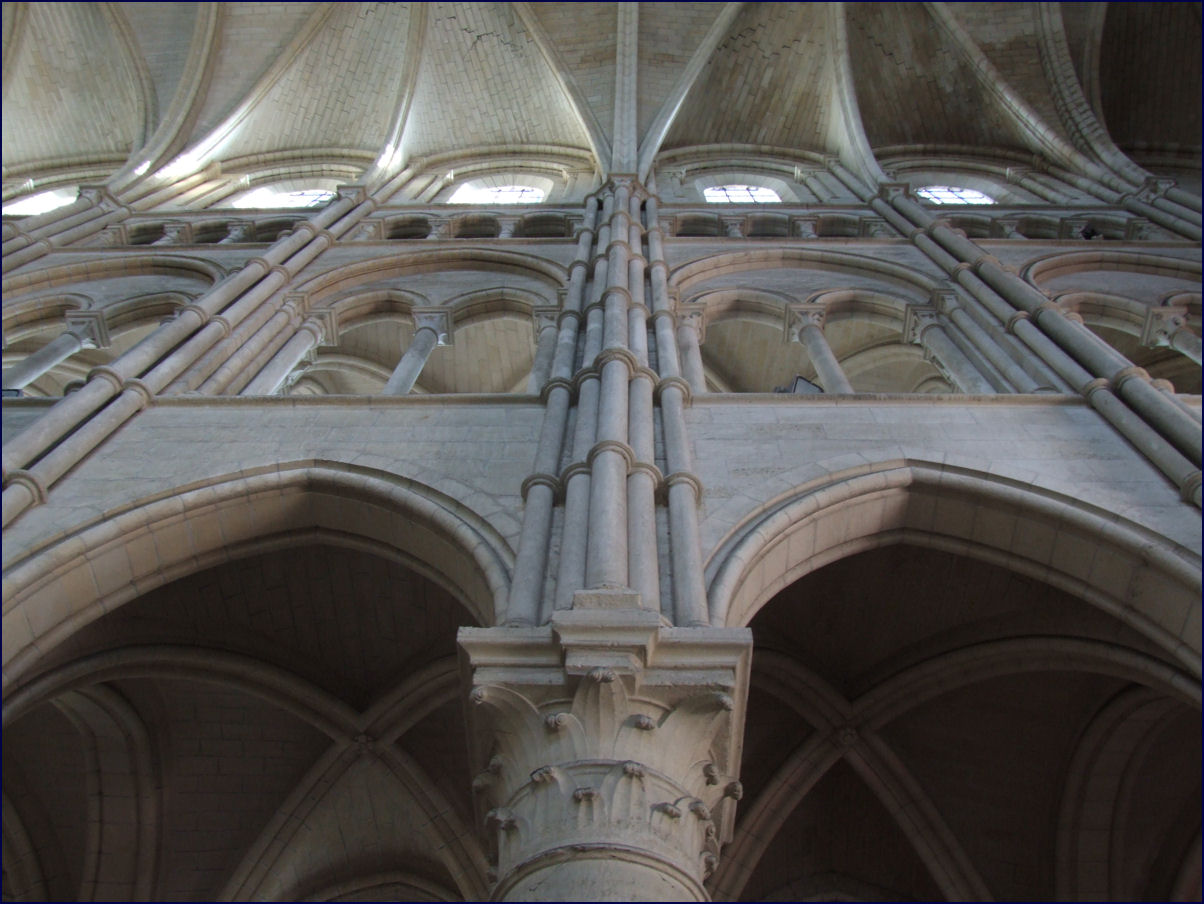
Bündel mit Dreivierteldiensten in der Kathedrale von Laon

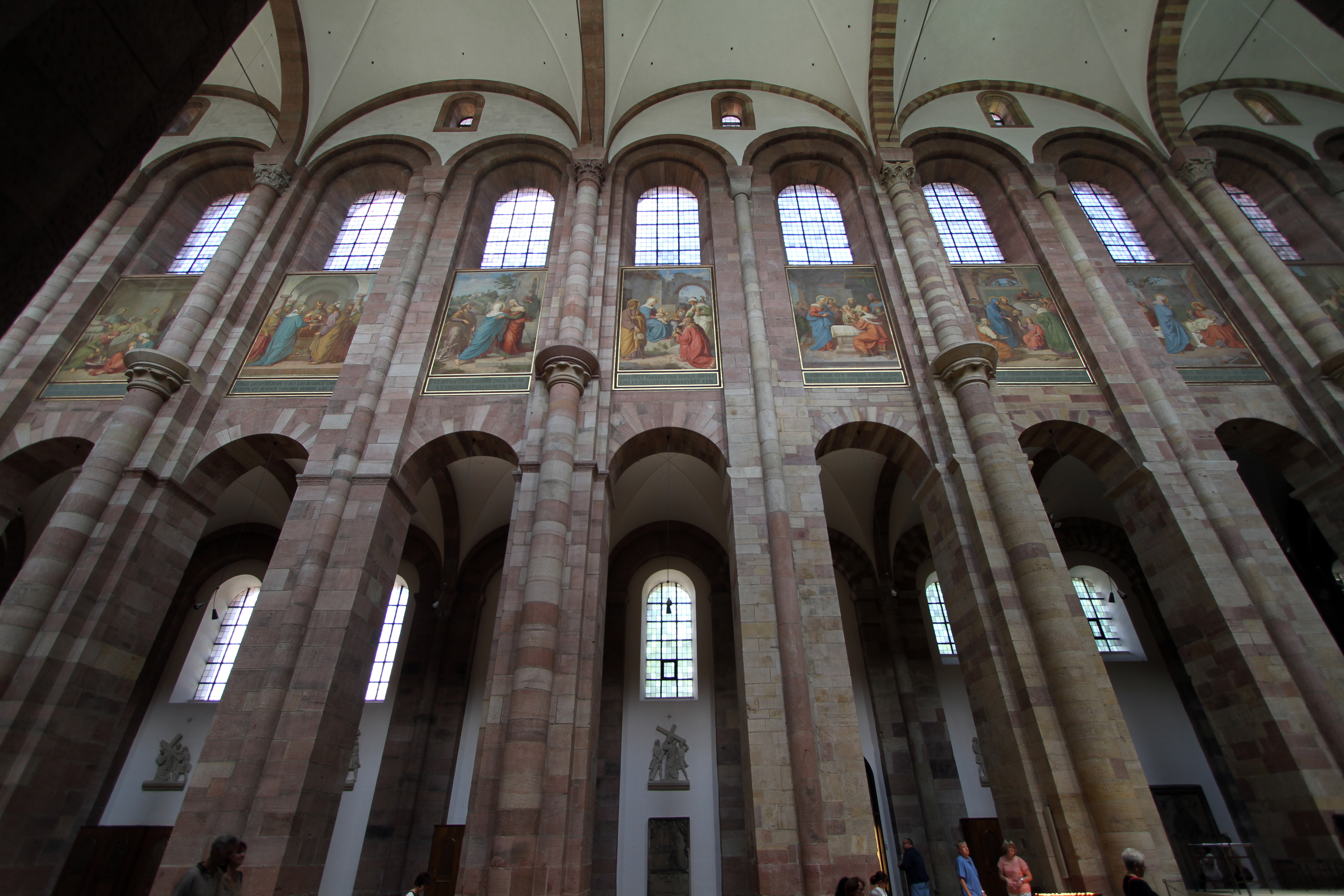
Halbsäulen im Mittelschiff des Speyerer Doms

Mit komplexeren Gewölbekonstruktionen und deren Bögen entwickelten die lastabtragenden Pfeiler in nachantiker Zeit differenziertere Formen. So beispielsweise beim Kreuzpfeiler mit einem quadratischen Kern und jeweils einer rechteckigen Vorlage an den vier Seiten. Bereits in der Romanik kam es zur Zufügung von sogenannten Diensten. Dienste sind vorgelagerte Viertel-, Halb- oder Dreiviertelsäulen, die sich in die Rippen eines Gewölbes fortsetzen und Lasten abtragen.
Der Kunsthistoriker Hans Jantzen schreibt im Zusammenhang mit der Umformung der Pfeiler zwischen Mittelschiff und Seitenschiff gotischer Kathedralen:

„Die Romanik gestaltete die Arkadenstützen als einen kreuzförmig gebildeten Mauerpfeiler, der, auch wenn er noch mit Vorlagen versehen wird, strukturmäßig noch den Zusammenhang mit der als homogene Mauermasse aufgefassten <Wand> bewahrt. Die Gotik kann diesen Pfeiler nicht verwenden, da sie die <Wand> plastisch durchknetet und im Prinzip darauf ausgeht, sie aus lauter rundstabförmigen Elementen zusammenzufügen.“

Vor diesem Hintergrund wurde der kantonierte Pfeiler (bzw. Gliederpfeiler) verwendet. Im Verlauf der Hochgotik immer dichter von Diensten umformte Pfeiler werden auch Bündelpfeiler genannt.